# 鲁菲亚克 (康塔尔省)
鲁菲亚克（法語：Rouffiac，法語發音：[ʁufjak]）是法国康塔尔省的一个市镇，属于欧里亚克区。

## 地理
鲁菲亚克（45°1'22"N, 2°8'14"E）面积23.12 平方千米，位于法国奥弗涅-罗讷-阿尔卑斯大区康塔爾省，该省份为法国中南部省份，位于法國中央高原中心，北起科雷兹省、上盧瓦爾省和多姆山省，西接洛特省和科雷兹省，南至阿韦龙省和洛特省，东临上盧瓦爾省和洛泽尔省。
与鲁菲亚克接壤的市镇（或旧市镇、城区）包括：克罗德蒙特韦尔、蒙韦尔、圣桑坦康塔莱斯、古勒、圣西尔格拉卢特尔、圣热涅奥梅尔。

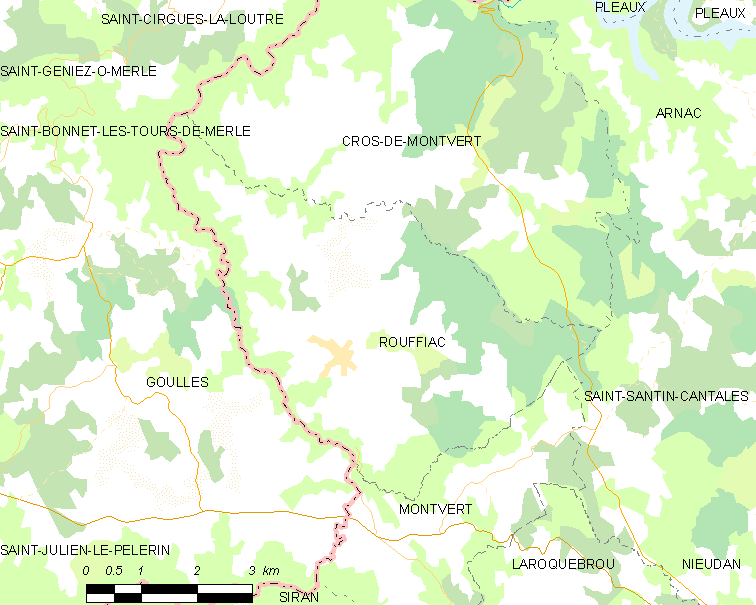
的OSM定位图

鲁菲亚克的时区为UTC+01:00、UTC+02:00（夏令时）。

## 行政
鲁菲亚克的邮政编码为15150，INSEE市镇编码为15165。

## 政治
鲁菲亚克所属的省级选区为圣保罗德朗德县。

## 人口

1962-2008年间人口变化图示

鲁菲亚克于2022年1月1日时的人口数量为188人。